# Lust for Life (альбом Игги Попа)
Lust for Life (рус. Жажда Жизни) — второй студийный альбом Игги Попа и его второй диск, записанный в сотрудничестве с Дэвидом Боуи, издан в 1977 году, спустя полгода после пластинки The Idiot. Диск получил положительные отзывы критиков и на сегодняшний день является наиболее коммерчески успешным альбомом музыканта, кроме того, он стал его самым успешным лонгплеем в британском чарте (достиг #28). Заглавная песня получила новый виток популярности два десятилетия спустя, когда попала в саундтрек к кинофильму «На игле» (1996).

## Предыстория
Работа над Lust for Life началась сразу же после окончания концертного тура в поддержку альбома The Idiot, который завершился 16 апреля 1977 года. По словам Игги Попа: «Мы с Дэвидом решили, что запишем этот альбом очень быстро, мы сочинили, записали и смикшировали его за восемь дней. Мы сделали это так быстро потому, что у нас было много денег от аванса, которые мы поделили». Певец мало спал в период записи пластинки, объясняя это так: «Боуи чертовски быстрый парень… Я понял, что я должен быть быстрее чем он, иначе это могло превратиться в его альбом». Спонтанный метод создания песен, который превалировал у Игги Попа, вдохновил Боуи импровизировать с собственной лирикой во время записи своей следующей пластинки — Heroes.
Боуи, Поп и звукоинженер Колин Тарстон продюсировали Lust for Life под псевдонимом «Bewlay Bros.» (название финальной песни в альбоме Боуи Hunky Dory). Пластинка была записана на берлинской студии Hansa Tonstudio вместе с гитаристами Рики Гердинером и Карлосом Аломаром и Хантом и Тони Сэйлсами на ударных и басу соответственно. Помимо Боуи (который играл на клавишных и исполнил бэк-вокал), среди сессионных музыкантов были три четверти будущего состава его группы Tin Machine. Братья Сэйлс внесли «ураганный вклад» в запись альбома, что побудило Боуи предложить им присоединиться к своей новой группе двенадцать лет спустя («я нашёл нам ритм-секцию!» — сказал он Ривзу Гэбрелсу после прослушивания альбома Lust for Life). Титульная фотография была сделана Энди Кентом, который также сфотографировал Попа для обложки The Idiot.

## Стиль и темы
Lust for Life, как правило, считается записью с бо́льшим влиянием Игги Попа, нежели Боуи, который, в свою очередь, доминировал на пластинке The Idiot. По сравнению с предшественником альбом был менее экспериментальным в музыкальным плане и имел более рок-н-рольный оттенок. Тем не менее некоторые композиции отличались мрачной атмосферой, например «The Passenger», которую Рой Карр и Чарльз Шаар Мюррей (редакторы New Musical Express) описали как одну из «самых прилипчивых песен Попа», а также «Tonight» и «Turn Blue» — они обе касались темы злоупотребления героином. Пластинка содержит и более оптимистичные песни, такие как «Success» и «Lust for Life», последнюю журнал Rolling Stone описал как «послание от выжившего — в массы».
По словам Игги Попа знаменитый рифф, придуманный Боуи для «Lust for Life», был вдохновлён кодом морзе открывающим выпуск новостей American Forces Network News в Берлине. В нескольких местах мелодия дублируется всей группой, Карлос Аломар прокомментировал это: «Мы не могли играть в контр-ритм, нам просто приходилось следовать ему». Барабанщик групп Joy Division и New Order Стивен Моррис заявил: «В „Lust For Life“ звук ударных не просто мощный, но могучий! Самые громкие тарелки известные человечеству — в этом риффе! Я мечтаю о таком же звуке до сих пор».
«The Passenger» была вдохновлена стихотворением Джима Моррисона, который сравнивал «современную жизнь с путешествием на машине». Также песню интерпретировали как «ловкий подкол Игги о культурном вампиризме Боуи». Музыка, «спокойный … упругий грув», была написана гитаристом Рики Гардинером. Песня была выпущена в качестве би-сайда на единственном сингле альбома — «Success», беззаботной композиции записанной в стиле вопроса—ответа. AllMusic назвал её «великолепной одноразовой песней», а Rolling Stone — «заразительным одноразовым треком».
«Turn Blue» длится чуть менее 7 минут, эта самая длинная песня в альбоме, её текст — своего рода исповедь, которая была сочинена в период неудачной сессии Боуи и Попа в мае 1975 года, когда последний находился в состоянии сильнейшей наркозависимости. Первоначально называвшаяся «Moving On», эта песня была написана Боуи, Попом, Вальтер Лейси и Уорреном Писом. Также текст этой песни — единственный из всех, который отсутствует на обложке оригинального винилового издания. Среди остальных композиций альбома были: «Sixteen» — единственная песня написанная полностью Игги Попом, «Some Weird Sin» — хард-роковый трек с лирикой от лица «заблудшего парня», нео-панк «Neighborhood Threat» и «Fall in Love with Me», которая родилась из импровизированного джема группы, Игги Поп тут же сочинил для неё текст, очевидно вдохновляясь своей тогдашней пассией — Эстер Фридмен.

## Выпуск и влияние
Lust for Life достиг 28-го места в хит-параде Великобритании, до сих пор это самая высокая позиция Игги в чартах этой страны. Первоначально альбом хорошо продавался в США, но внезапная смерть Элвиса Пресли внесла свои коррективы — лейбл RCA Records сфокусировался на переиздании каталога пластинок «Короля рок-н-ролла», тем самым, ни о каком продвижении альбома Игги Попа не было и речи. В конечном счёте лонгплей хорошо зарекомендовал себя в Соединённых Штатах, но достиг лишь 120-й позиции в хит-параде Billboard. В современном обзоре от журнала Rolling Stone отмечалось, что «сам по себе, „Lust for Life“ — успешный альбом», но рецензент посетовал, что «новая позиция Игги Попа — осторожная и совершенно не бунтарская». Сингл «Success» был выпущен 30 сентября 1977 года.

## Отзывы критиков
Марк Деминг из AllMusic писал в своей рецензии:
В музыкальном плане Lust for Life имеет более агрессивное содержание, нежели The Idiot; в основном это заслуга ритм-секции — братьев Ханта и Тони Сэйлсов. Братья доказали, что в своём деле они — одни из лучших: создав рок-н-рольную вакханалию в титульном треке, жёсткий грув в «Tonight» и минималистичный нео-панк «Neighborhood Threat», вместе с гитаристами Рики Гардинером и Карлосом Аломаром, они сформировали неповторимый рок-н-рольный ансамбль — «небо и земля» по сравнению с незамысловатым звуком The Stooges, но способный разбудить в Игги былую силу. Дэвид Боуи вновь выступил продюсером записи, но его влияние в этом альбоме менее заметно по сравнению с The Idiot. В лирическом плане Игги Поп взял новую для себя высоту: в текстах он затрагивает темы наркотиков («Tonight»), декаданса («The Passenger»), неправильных решений («Some Weird Sin») и искушения, с которым ему проходилось столкнуться («Lust for Life»). На Lust for Life Игги Попу удалось совместить агрессивный напор периода The Stooges с интеллектуальным мировоззрением The Idiot — результат получился просто великолепным: умный, забавный, острый и рок-н-ролльный альбом. Lust for Life — лучшая запись в сольной карьере Игги Попа.

## Кавер-версии и концертные исполнения
Год спустя концертные версии «Lust for Life» и «Sixteen» были выпущены на пластинке Попа TV Eye. Кавер-версия «Tonight» в исполнении Боуи и Тины Тёрнер (без начальных строк, где говорится о наркотиках), а также композиция «Neighborhood Threat» были включены в альбом Боуи Tonight 1984 года. Композиция «The Passenger» была перепета следующими исполнителями: Ником Кейвом, Bauhaus, Lunachicks, Siouxsie and the Banshees, а также Майком Хатчинсом (для саундтрека к фильму «Бэтмен Навсегда»), среди прочих бразильская группа Capital Inicial записала свою версию песни на португальском языке, которая называлась «О Passageiro». Группа Duran Duran сделала кавер-версию трека «Success» для своего сборника Thank You. «Lust For Life» исполняли многие музыканты, включая: Yo La Tengo, The Damned, The Smithereens, Тома Джонса и The Pretenders, также её исполнял Дэвид Боуи на своих концертах. «Lust for Life» использовалась в передаче The Jim Rome Show в качестве музыкальных заставки, а также, в качестве музыкальной темы для рекламных роликов фирмы Royal Caribbean International. Её отличительной рифф упоминался австралийской группой Jet в качестве вдохновения для их песни «Are You Gonna Be My Girl?», кроме того, этот рифф был процитирован валлийской группой Manic Street Preachers в финале их трека «You Love Us» и шотландской группой Travis в начале их песни «Selfish Jean».

## Список композиций
Все тексты написаны Игги Попом, за исключением отмеченных.
| №  | Название         | Музыка        | Длительность |
| -- | ---------------- | ------------- | ------------ |
| 1. | «Lust for Life»  | Дэвид Боуи    | 5:12         |
| 2. | «Sixteen»        | Игги Поп      | 2:23         |
| 3. | «Some Weird Sin» | Дэвид Боуи    | 3:40         |
| 4. | «The Passenger»  | Рики Гардинер | 4:40         |
| 5. | «Tonight»        | Дэвид Боуи    | 3:38         |

| №  | Название               | Текст песни | Музыка                             | Длительность |
| -- | ---------------------- | ----------- | ---------------------------------- | ------------ |
| 1. | «Success»              | Уолтер Лэси | Дэвид Боуи                         | 4:23         |
| 2. | «Turn Blue»            |             | Дэвид Боуи, Уоррен Пис             | 6:53         |
| 3. | «Neighborhood Threat»  |             | Дэвид Боуи, Рики Гардинер          | 3:22         |
| 4. | «Fall in Love with Me» |             | Дэвид Боуи, Тони Сэйлс, Хант Сэйлс | 6:30         |

## Участники записи
- Игги Поп: вокал
- Дэвид Боуи: клавишные, фортепиано, бэк-вокал
- Карлос Аломар: гитара, бэк-вокал
- Рики Гардинер[англ.]: гитара, бэк-вокал
- Тони Сэйлс: бас, бэк-вокал
- Хант Сэйлс: ударные, бэк-вокал